# Эссен, Христофор Юрьевич фон
Христофор Юрьевич фон Эссен (нем. Christoph Friedrich von Essen; 1717—1771) — русский военный деятель, генерал-поручик.

## Биография
Родился в 1717 году.
В службу вступил 1 января 1730 солдатом в Архангелогородский пехотный полк. Спустя два года, 4 апреля вступил в Сухопутный шляхетский корпус, из которого был выпущен с чином прапорщика 13 февраля 1738 года.
Участвовал в трёх кампаниях русско-шведской войны 1741—1743 годов. При взятии Вильманстранда был тяжело ранен в левую ногу.
В 1748 году был произведен в подпоручики, в 1750 году в капитаны, в 1755 году назначен обер-квартирмейстером. Бригадир (1758). Участвовал в Семилетней войне. В 1758 году командовал бригадой, состоявшей из Сибирского и Нарвского полков, назначенной для присоединения к отряду генерала Г. А. Резанова, стоявшего на Нижней Висле и имевшего задачей сбор контрибуции в Померании.
В октябре 1758 года генерал-фельдмаршал В. В. Фермор принял решение атаковать Кольберг силами генерала И. И. Пальменбаха. Воспользовавшись восьмидневной отсрочкой штурма, сделанной по распоряжению Пальменбаха, главнокомандующий выслал к нему на помощь бригаду Эссена. Осаду крепости пришлось снять ввиду наступления графа фон Дона, пришедшего на помощь гарнизону Кольберга. Сняв осаду, генерал Пальменбах отошел в Стоилов, где с ним соединился Эссен.
В 1759 году находился в Познани, в обсервационном корпусе князя А. М. Голицына, 11 июня был произведён в генерал-майоры и назначен шефом пехотного полка. С частью корпуса присоединился к главным силам и принял участие в Кунерсдорфском сражении, где обсервационный корпус действовал на левом фланге армии; 19 марта 1762 года был награждён орденом Св. Анны, 3 марта 1763 года произведён в генерал-поручики.
В ходе русско-турецкой войны 1769—1774 годов был в 1-й армии. В кампанию 1769 года под командованием князя Голицына участвовал в бою под Хотином 19 апреля, в частях первой линии генерал-аншефа П. И. Олица; 19 мая на военном совете поддержал предложение генерал-поручика Х. Ф. Штофельна об отступлении за Днестр. С 1770 года — член Военной коллегии.
В кампании 1770—1771 годов П. И. Румянцев оставлял Эссена с 10-тысячным корпусом для прикрытия тыла армии и магазинов в Польше. Отряд Эссена прикрывал пространство от Киева до венгерской границы, поддерживая через отряд А. В. Суворова, стоявший в Люблине, связь с войсками генерал-поручика И. И. Веймарна, действовавшими против польских конфедератов. Из-за ухудшения здоровья испросил годичный отпуск, и 5 апреля 1771 года отправился лечиться на воды, где и умер 23 августа (3 сентября) 1771 года. Через неделю после смерти, 30 августа, был награждён орденом Св. Александра Невского.

## Семья
Жена: Элеонора Мария Барбара Трезини (дочь Доменико Трезини).
Дети:
- Пётр (14.12.1759—?)
- Мария, была замужем за князем Ф. П. Щербатовым (1749—1810)